# Kietrz
Kietrz (germană Katscher, cehă Ketř) este un oraș în Polonia.